# Dracaena brachyphylla
Dracaena brachyphylla är en sparrisväxtart som beskrevs av Wilhelm Sulpiz Kurz. Dracaena brachyphylla ingår i släktet dracenor, och familjen sparrisväxter. Inga underarter finns listade i Catalogue of Life.